# Phyllophaga squamipilosa
Phyllophaga squamipilosa är en skalbaggsart som beskrevs av Saylor 1936. Phyllophaga squamipilosa ingår i släktet Phyllophaga och familjen Melolonthidae. Inga underarter finns listade i Catalogue of Life.